# Copa América 1989/Spiele
Dieser Artikel umfasst die Spiele der Copa América 1989 mit allen statistischen Details. Die Kader der acht beteiligten Nationalmannschaften finden sich unter Copa América 1989/Kader.

## Gruppenphase

### Gruppe A

#### Paraguay – Peru 5:2 (2:1)
| Paraguay                                           | Paraguay | Peru | Peru |
| -------------------------------------------------- | --- | --- | ---- |
| Paraguay                                           | \| 1. Juli 1989 in Salvador (Estádio Fonte Nova) \| \| Zuschauer: 5.000 \| \| Schiedsrichter: Juan Carlos Loustau ( Argentinien) \| | \| 1. Juli 1989 in Salvador (Estádio Fonte Nova) \| \| Zuschauer: 5.000 \| \| Schiedsrichter: Juan Carlos Loustau ( Argentinien) \| | Peru |
| Paraguay                                           | Roberto Fernández – Juan Torales, César Zabala, Rogelio Delgado, Justo Jacquet – Julio Franco, Jorge Guasch, Adolfino Cañete, Gustavo Neffa 75. – Buenaventura Ferreira, Alfredo Mendoza 86. Reserve Eumelio Palacios 75., Vidal Sanabria 86. Cheftrainer: Eduardo Luján Manera ( Argentinien) | César Chávez-Riva – José-Luis Carranza 63., Jorge Arteaga, José del Solar, Percy Olivares – Wilmar Valencia 70., Francesco Manassero, Juan Reynoso, Julio Uribe – Franco Navarro, Jorge Hirano Reserve Rey Muñoz 63., Jorge Talavera 70. Cheftrainer: Pepe ( Brasilien) | Peru |
| Paraguay                                           | 1:1 Cañete (38.) 2:1 Neffa (41.) 3:1 Mendoza (51.) 4:1 del Solar (75., Eigentor) 5:2 Cañete (84.) | 0:1 Hirano (30.) 4:2 Reynoso (80.) | Peru |
| 1. Juli 1989 in Salvador (Estádio Fonte Nova)      | | |      |
| Zuschauer: 5.000                                   | | |      |
| Schiedsrichter: Juan Carlos Loustau ( Argentinien) | | |      |

#### Brasilien – Venezuela 3:1 (2:0)
| Brasilien                                         | Brasilien | Venezuela | Venezuela |
| ------------------------------------------------- | --- | --- | --------- |
| Brasilien                                         | \| 1. Juli 1989 in Salvador (Estádio Fonte Nova) \| \| Zuschauer: 35.000 \| \| Schiedsrichter: Juan Daniel Cardellino ( Uruguay) \|                                                                                   | \| 1. Juli 1989 in Salvador (Estádio Fonte Nova) \| \| Zuschauer: 35.000 \| \| Schiedsrichter: Juan Daniel Cardellino ( Uruguay) \| | Venezuela |
| Brasilien                                         | Cláudio Taffarel – Mazinho, Ricardo Gomes, André Cruz, Branco – Geovani Silva, Mauro Galvão, Tita 11., Valdo – Bebeto 45., Romário Reserve Paulo Silas 11., Baltazar 45. Cheftrainer: Sebastião Lazaroni ( Brasilien) | César Baena – René Torres, Andrés Paz, Pedro Acosta, William Pacheco – Héctor Rivas 57., Laureano Jaimes, Carlos Maldonado, Bernardo Añor – Pedro Febles 57., Stalin Rivas Reserve Roberto Cavallo 57., Herbert Márquez 57. Cheftrainer: Carlos Horacio Moreno ( Argentinien) | Venezuela |
| Brasilien                                         | 1:0 Bebeto (2.) 2:0 Geovani (36., Elfmeter) 3:0 Baltazar (57.) | 3:1 Maldonado (63.) | Venezuela |
| 1. Juli 1989 in Salvador (Estádio Fonte Nova)     | | |           |
| Zuschauer: 35.000                                 | | |           |
| Schiedsrichter: Juan Daniel Cardellino ( Uruguay) | | |           |

#### Kolumbien – Venezuela 4:2 (1:0)
| Kolumbien                                          | Kolumbien | Venezuela | Venezuela |
| -------------------------------------------------- | --- | --- | --------- |
| Kolumbien                                          | \| 3. Juli 1989 in Salvador (Estádio Fonte Nova) \| \| Zuschauer: 4.000 \| \| Schiedsrichter: Rodolfo Martínez Mejia ( Honduras) \| | \| 3. Juli 1989 in Salvador (Estádio Fonte Nova) \| \| Zuschauer: 4.000 \| \| Schiedsrichter: Rodolfo Martínez Mejia ( Honduras) \| | Venezuela |
| Kolumbien                                          | René Higuita – Wilson Pérez, Luis Perea, Andrés Escobar, Carlos Hoyos – Gildardo Gómez, Leonel Álvarez, Carlos Valderrama, Bernardo Redín 60. – Sergio Angulo 60., Arnoldo Iguarán Reserve Antony de Ávila 66., Alexis García 66. Cheftrainer: Francisco Maturana ( Kolumbien) | César Baena – Luis Camacaro, Andrés Paz, Pedro Acosta, William Pacheco – Roberto Cavallo, Laureano Jaimes, Carlos Maldonado, Bernardo Añor 54. – Herbert Márquez, Stalin Rivas 54. Reserve Ildemaro Fernández 54., Noel Sanvicente 54. Cheftrainer: Carlos Horacio Moreno ( Argentinien) | Venezuela |
| Kolumbien                                          | 1:0 Higuita (36., Elfmeter) 2:0 Iguarán (46.) 3:0 de Ávila (71.) 4:1 Iguarán (75.) | 3:1 Maldonado (73.) 4:2 Maldonado (88.) | Venezuela |
| Kolumbien                                          | Vásquez (83.) | | Venezuela |
| 3. Juli 1989 in Salvador (Estádio Fonte Nova)      | | |           |
| Zuschauer: 4.000                                   | | |           |
| Schiedsrichter: Rodolfo Martínez Mejia ( Honduras) | | |           |

#### Brasilien – Peru 0:0
| Brasilien                                     | Brasilien | Peru | Peru |
| --------------------------------------------- | --- | --- | ---- |
| Brasilien                                     | \| 3. Juli 1989 in Salvador (Estádio Fonte Nova) \| \| Zuschauer: 8.200 \| \| Schiedsrichter: Hernán Silva ( Chile) \|                                                                                              | \| 3. Juli 1989 in Salvador (Estádio Fonte Nova) \| \| Zuschauer: 8.200 \| \| Schiedsrichter: Hernán Silva ( Chile) \| | Peru |
| Brasilien                                     | Cláudio Taffarel – Aldair, Mauro Galvão, Ricardo Gomes, Branco 59. – Alemão, Dunga, Geovani Silva, Valdo – Bebeto, Romário 68. Reserve Renato Gaúcho 59., Baltazar 68. Cheftrainer: Sebastião Lazaroni ( Brasilien) | Jesús Purizaga – José-Luis Carranza, Pedro Requena, Jorge Olaechea, Percy Olivares – Wilmar Valencia, Juan Reynoso, José del Solar, Julio Uribe – Franco Navarro 84., Jorge Hirano 55. Reserve Francesco Manassero 55., César Chávez-Riva 84. Cheftrainer: Pepe ( Brasilien) | Peru |
| Brasilien                                     | Purizaga (84.) | | Peru |
| Brasilien                                     | Die Partie wurde wegen Ausfall der Beleuchtungsanlage für 22 Minuten unterbrochen. | | Peru |
| 3. Juli 1989 in Salvador (Estádio Fonte Nova) | | |      |
| Zuschauer: 8.200                              | | |      |
| Schiedsrichter: Hernán Silva ( Chile)         | | |      |

#### Peru – Venezuela 1:1 (1:1)
| Peru                                                | Peru | Venezuela | Venezuela |
| --------------------------------------------------- | --- | --- | --------- |
| Peru                                                | \| 5. Juli 1989 in Salvador (Estádio Fonte Nova) \| \| Zuschauer: 1.500 \| \| Schiedsrichter: Vincent Mauro ( Vereinigte Staaten) \| | \| 5. Juli 1989 in Salvador (Estádio Fonte Nova) \| \| Zuschauer: 1.500 \| \| Schiedsrichter: Vincent Mauro ( Vereinigte Staaten) \| | Venezuela |
| Peru                                                | César Chávez-Riva – José-Luis Carranza, José del Solar, Pedro Requena, Percy Olivares – Wilmar Valencia 45., Francesco Manassero, Juan Reynoso, Julio Uribe – Franco Navarro, Jorge Hirano 61. Reserve Rey Muñoz 45., César Rodríguez 84. Cheftrainer: Pepe ( Brasilien) | César Baena – Luis Camacaro, Héctor Rivas, Pedro Acosta, William Pacheco 41. – Roberto Cavallo, Laureano Jaimes, Carlos Maldonado – Pedro Febles, Herbert Márquez, Stalin Rivas 69. Reserve Noel Sanvicente 41., Ildemaro Fernández 69. Cheftrainer: Carlos Horacio Moreno ( Argentinien) | Venezuela |
| Peru                                                | 1:1 Navarro (30.) | 0:1 Maldonado (29.) | Venezuela |
| 5. Juli 1989 in Salvador (Estádio Fonte Nova)       | | |           |
| Zuschauer: 1.500                                    | | |           |
| Schiedsrichter: Vincent Mauro ( Vereinigte Staaten) | | |           |

#### Paraguay – Kolumbien 1:0 (0:0)
| Paraguay                                      | Paraguay | Kolumbien | Kolumbien |
| --------------------------------------------- | --- | --- | --------- |
| Paraguay                                      | \| 5. Juli 1989 in Salvador (Estádio Fonte Nova) \| \| Zuschauer: 1.500 \| \| Schiedsrichter: Oscar Ortubé ( Bolivien) \| | \| 5. Juli 1989 in Salvador (Estádio Fonte Nova) \| \| Zuschauer: 1.500 \| \| Schiedsrichter: Oscar Ortubé ( Bolivien) \| | Kolumbien |
| Paraguay                                      | Roberto Fernández – Juan Torales, César Zabala, Rogelio Delgado, Justo Jacquet – Julio Franco, Jorge Guasch, Adolfino Cañete, Gustavo Neffa 88. – Buenaventura Ferreira, Alfredo Mendoza 80. Reserve Eumelio Palacios 80., Vidal Sanabria 88. Cheftrainer: Eduardo Luján Manera ( Argentinien) | René Higuita – Wilson Pérez, Luis Perea, Andrés Escobar, León Villa – Gildardo Gómez, Leonel Álvarez, Carlos Valderrama, Bernardo Redín – Arnoldo Iguarán 71., John Tréllez 63., Reserve Antony de Ávila 63., Sergio Angulo 71. Cheftrainer: Francisco Maturana ( Kolumbien) | Kolumbien |
| Paraguay                                      | 1:0 Mendoza (51.) | | Kolumbien |
| 5. Juli 1989 in Salvador (Estádio Fonte Nova) | | |           |
| Zuschauer: 1.500                              | | |           |
| Schiedsrichter: Oscar Ortubé ( Bolivien)      | | |           |

#### Paraguay – Venezuela 3:0 (1:0)
| Paraguay                                           | Paraguay | Venezuela | Venezuela |
| -------------------------------------------------- | --- | --- | --------- |
| Paraguay                                           | \| 7. Juli 1989 in Salvador (Estádio Fonte Nova) \| \| Zuschauer: 3.000 \| \| Schiedsrichter: Rodolfo Martínez Mejia ( Honduras) \| | \| 7. Juli 1989 in Salvador (Estádio Fonte Nova) \| \| Zuschauer: 3.000 \| \| Schiedsrichter: Rodolfo Martínez Mejia ( Honduras) \| | Venezuela |
| Paraguay                                           | Roberto Fernández – Juan Torales, Rogelio Delgado, César Zabala 85., Justo Jacquet – Julio Franco, Jorge Guasch, Adolfino Cañete, Gustavo Neffa – Buenaventura Ferreira 77., Alfredo Mendoza Reserve Eumelio Palacios 77., Luis Caballero 85. Cheftrainer: Eduardo Luján Manera ( Argentinien) | César Baena – René Torres, Héctor Rivas 45., Pedro Acosta, William Pacheco – Roberto Cavallo, Laureano Jaimes, Luis Camacaro, Noel Sanvicente – Carlos Maldonado, Pedro Febles 57. Reserve Ildemaro Fernández 45., Herbert Márquez 57. Cheftrainer: Carlos Horacio Moreno ( Argentinien) | Venezuela |
| Paraguay                                           | 1:0 Neffa (41.) 2:0 Ferreira (50.) 3:0 Ferreira (73.) | | Venezuela |
| 7. Juli 1989 in Salvador (Estádio Fonte Nova)      | | |           |
| Zuschauer: 3.000                                   | | |           |
| Schiedsrichter: Rodolfo Martínez Mejia ( Honduras) | | |           |

#### Brasilien – Kolumbien 0:0
| Brasilien                                     | Brasilien | Kolumbien | Kolumbien |
| --------------------------------------------- | --- | --- | --------- |
| Brasilien                                     | \| 7. Juli 1989 in Salvador (Estádio Fonte Nova) \| \| Zuschauer: 9.100 \| \| Schiedsrichter: Elías Jácome ( Ecuador) \|                                                                                            | \| 7. Juli 1989 in Salvador (Estádio Fonte Nova) \| \| Zuschauer: 9.100 \| \| Schiedsrichter: Elías Jácome ( Ecuador) \| | Kolumbien |
| Brasilien                                     | Cláudio Taffarel – Aldair, Ricardo Gomes, Mauro Galvão, Branco – Alemão 64., Dunga, Geovani Silva, Valdo – Renato Gaúcho, Baltazar 57. Reserve Bebeto 57., Mazinho 45. Cheftrainer: Sebastião Lazaroni ( Brasilien) | René Higuita – Wilson Pérez, Luis Perea, Andrés Escobar, Carlos Hoyos – Gildardo Gómez, Leonel Álvarez, Bernardo Redín, Carlos Valderrama – Arnoldo Iguarán 80., Rubén Hernández 63. Reserve Sergio Angulo 71., Wílmer Cabrera 80. Cheftrainer: Francisco Maturana ( Kolumbien) | Kolumbien |
| 7. Juli 1989 in Salvador (Estádio Fonte Nova) | | |           |
| Zuschauer: 9.100                              | | |           |
| Schiedsrichter: Elías Jácome ( Ecuador)       | | |           |

#### Kolumbien – Peru 1:1 (1:1)
| Kolumbien                                          | Kolumbien | Peru | Peru |
| -------------------------------------------------- | --- | --- | ---- |
| Kolumbien                                          | \| 9. Juli 1989 in Recife (Estádio do Arruda) \| \| Zuschauer: 60.000 \| \| Schiedsrichter: Juan Carlos Loustau ( Argentinien) \| | \| 9. Juli 1989 in Recife (Estádio do Arruda) \| \| Zuschauer: 60.000 \| \| Schiedsrichter: Juan Carlos Loustau ( Argentinien) \| | Peru |
| Kolumbien                                          | René Higuita – Wilson Pérez, Luis Perea, Andrés Escobar, Carlos Hoyos – Gildardo Gómez, Leonel Álvarez, Bernardo Redín 63., Carlos Valderrama – Arnoldo Iguarán 45., Sergio Angulo Reserve Alexis García 38., Antony de Ávila 45. Cheftrainer: Francisco Maturana ( Kolumbien) | Jesús Purizaga – José-Luis Carranza 70., Pedro Requena, Jorge Olaechea, Percy Olivares – Wilmar Valencia, Juan Reynoso, José del Solar, Julio Uribe – Franco Navarro, Jorge Hirano Reserve Carlos Guido 70. 86., Jorge Arteaga 86. Cheftrainer: Pepe ( Brasilien) | Peru |
| Kolumbien                                          | 1:0 Iguarán (32.) | 1:1 Hirano (43.) | Peru |
| 9. Juli 1989 in Recife (Estádio do Arruda)         | | |      |
| Zuschauer: 60.000                                  | | |      |
| Schiedsrichter: Juan Carlos Loustau ( Argentinien) | | |      |

#### Brasilien – Paraguay 2:0 (0:0)
| Brasilien                                           | Brasilien | Paraguay | Paraguay |
| --------------------------------------------------- | --- | --- | -------- |
| Brasilien                                           | \| 9. Juli 1989 in Recife (Estádio do Arruda) \| \| Zuschauer: 76.800 \| \| Schiedsrichter: Vincent Mauro ( Vereinigte Staaten) \|                                                               | \| 9. Juli 1989 in Recife (Estádio do Arruda) \| \| Zuschauer: 76.800 \| \| Schiedsrichter: Vincent Mauro ( Vereinigte Staaten) \| | Paraguay |
| Brasilien                                           | Cláudio Taffarel – Aldair, Mauro Galvão, Ricardo Gomes, Branco – Mazinho, Dunga, Paulo Silas, Valdo – Bebeto, Romário 78. Reserve Renato Gaúcho 78. Cheftrainer: Sebastião Lazaroni ( Brasilien) | Rubén Díaz – Virginio Cáceres, Luis Caballero, Catalino Rivarola 79., Juan Torales – Julio Franco, Augusto Chamorro, Vidal Sanabria, Gustavo Neffa 45. – Félix Román, Eumelio Palacios Reserve Buenaventura Ferreira 45., Rogelio Delgado 79. Cheftrainer: Eduardo Luján Manera ( Argentinien) | Paraguay |
| Brasilien                                           | 1:0 Bebeto (47.) 2:0 Bebeto (82.) | | Paraguay |
| 9. Juli 1989 in Recife (Estádio do Arruda)          | | |          |
| Zuschauer: 76.800                                   | | |          |
| Schiedsrichter: Vincent Mauro ( Vereinigte Staaten) | | |          |

### Gruppe B

#### Ecuador – Uruguay 1:0 (0:0)
| Ecuador                                         | Ecuador | Uruguay | Uruguay |
| ----------------------------------------------- | --- | --- | ------- |
| Ecuador                                         | \| 2. Juli 1989 in Goiânia (Estádio Serra Dourada) \| \| Zuschauer: 19.000 \| \| Schiedsrichter: Carlos Maciel ( Paraguay) \| | \| 2. Juli 1989 in Goiânia (Estádio Serra Dourada) \| \| Zuschauer: 19.000 \| \| Schiedsrichter: Carlos Maciel ( Paraguay) \| | Uruguay |
| Ecuador                                         | Carlos Morales – Jimmy Izquierdo, Wilson Macías, Hólger Quiñónez, Luis Capurro – Álex Aguinaga 77., Julio Rosero, Kléber Fajardo, Hamilton Cuvi – Byron Tenorio 89., Raúl Avilés Reserve Hermen Benítez 77., Pietro Marsetti 89. Cheftrainer: Dušan Drašković ( Jugoslawien) | Javier Zeoli – José Herrera 58., Daniel Revelez, Hugo de León, Alfonso Domínguez – Gabi Correa, Santiago Ostolaza, Rubén Paz, Rubén Sosa – Antonio Alzamendi 75., Carlos Aguilera Reserve Pablo Bengoechea 58., Sergio Martínez 75. Cheftrainer: Óscar Tabárez ( Uruguay) | Uruguay |
| Ecuador                                         | 1:0 Benítez (88.) | | Uruguay |
| 2. Juli 1989 in Goiânia (Estádio Serra Dourada) | | |         |
| Zuschauer: 19.000                               | | |         |
| Schiedsrichter: Carlos Maciel ( Paraguay)       | | |         |

#### Argentinien – Chile 1:0 (0:0)
| Argentinien                                       | Argentinien | Chile | Chile |
| ------------------------------------------------- | --- | --- | ----- |
| Argentinien                                       | \| 2. Juli 1989 in Goiânia (Estádio Serra Dourada) \| \| Zuschauer: 40.000 \| \| Schiedsrichter: Arnaldo Cézar Coelho ( Brasilien) \| | \| 2. Juli 1989 in Goiânia (Estádio Serra Dourada) \| \| Zuschauer: 40.000 \| \| Schiedsrichter: Arnaldo Cézar Coelho ( Brasilien) \| | Chile |
| Argentinien                                       | Luis Islas – Néstor Clausen 71., José Brown, Oscar Ruggeri, Roberto Sensini – Pedro Troglio, Sergio Batista, Jorge Burruchaga, Gabriel Calderón – Claudio Caniggia 67., Diego Maradona Reserve Alfaro Moreno 67., José Basualdo 71. Cheftrainer: Carlos Bilardo ( Argentinien) | Roberto Rojas – Jaime Pizarro, Hugo González, Leonel Contreras, Patricio Reyes – Alejandro Hisis, Raúl Ormeño 58., Juvenal Olmos, Héctor Puebla – Jaime Vera 58., Juan Covarrubias Reserve Juan Letelier 55., Osvaldo Hurtado 63. Cheftrainer: Orlando Aravena ( Chile) | Chile |
| Argentinien                                       | 1:0 Caniggia (55.) | | Chile |
| 2. Juli 1989 in Goiânia (Estádio Serra Dourada)   | | |       |
| Zuschauer: 40.000                                 | | |       |
| Schiedsrichter: Arnaldo Cézar Coelho ( Brasilien) | | |       |

#### Uruguay – Bolivien 3:0 (2:0)
| Uruguay                                           | Uruguay | Bolivien | Bolivien |
| ------------------------------------------------- | --- | --- | -------- |
| Uruguay                                           | \| 4. Juli 1989 in Goiânia (Estádio Serra Dourada) \| \| Zuschauer: 8.000 \| \| Schiedsrichter: Arnaldo Cézar Coelho ( Brasilien) \| | \| 4. Juli 1989 in Goiânia (Estádio Serra Dourada) \| \| Zuschauer: 8.000 \| \| Schiedsrichter: Arnaldo Cézar Coelho ( Brasilien) \| | Bolivien |
| Uruguay                                           | Javier Zeoli – José Herrera, Nelson Gutiérrez, Hugo de León, Alfonso Domínguez – Gabi Correa, Santiago Ostolaza, Pablo Bengoechea, Rubén Paz 79. – Antonio Alzamendi, Rubén Sosa 79. Reserve Carlos Aguilera 79., Rubén Pereira 79. Cheftrainer: Óscar Tabárez ( Uruguay) | Marco Barrero – Adrián Roca, Ricardo Fontana, Eligio Martínez, Marciano Saldías – José Melgar, Eduardo Villegas, Carlos Borja, Erwin Sánchez – Marco Etcheverry 34., Arturo García Reserve Ramiro Castillo 34. Cheftrainer: Jorge Habbeger ( Argentinien) | Bolivien |
| Uruguay                                           | 1:0 Ostolaza (30.) 2:0 Sosa (33.) 3:0 Ostolaza (60.) | | Bolivien |
| Uruguay                                           | Bengoechea (13.) | Roca (26.) | Bolivien |
| 4. Juli 1989 in Goiânia (Estádio Serra Dourada)   | | |          |
| Zuschauer: 8.000                                  | | |          |
| Schiedsrichter: Arnaldo Cézar Coelho ( Brasilien) | | |          |

#### Argentinien – Ecuador 0:0
| Argentinien                                     | Argentinien | Ecuador | Ecuador |
| ----------------------------------------------- | --- | --- | ------- |
| Argentinien                                     | \| 4. Juli 1989 in Goiânia (Estádio Serra Dourada) \| \| Zuschauer: 12.000 \| \| Schiedsrichter: José Ramírez ( Peru) \| | \| 4. Juli 1989 in Goiânia (Estádio Serra Dourada) \| \| Zuschauer: 12.000 \| \| Schiedsrichter: José Ramírez ( Peru) \| | Ecuador |
| Argentinien                                     | Luis Islas – Néstor Clausen, José Brown, Oscar Ruggeri, Roberto Sensini, José Cuciuffo – Sergio Batista, Jorge Burruchaga 70., Gabriel Calderón – Claudio Caniggia 74., Diego Maradona Reserve Pedro Troglio 70., Alfaro Moreno 74. Cheftrainer: Carlos Bilardo ( Argentinien) | Carlos Morales – Jimmy Izquierdo, Wilson Macías, Hólger Quiñónez, Luis Capurro – Álex Aguinaga, Kléber Fajardo, Julio Rosero, Hamilton Cuvi – Byron Tenorio 75., Raúl Avilés Reserve Hermen Benítez 75. Cheftrainer: Dušan Drašković ( Jugoslawien) | Ecuador |
| Argentinien                                     | Moreno (89.) | Capurro (72.) | Ecuador |
| Argentinien                                     | In der 49. Minute vergab Izquierdo einen Elfmeter. | | Ecuador |
| 4. Juli 1989 in Goiânia (Estádio Serra Dourada) | | |         |
| Zuschauer: 12.000                               | | |         |
| Schiedsrichter: José Ramírez ( Peru)            | | |         |

#### Ecuador – Bolivien 0:0
| Ecuador                                         | Ecuador | Bolivien | Bolivien |
| ----------------------------------------------- | --- | --- | -------- |
| Ecuador                                         | \| 6. Juli 1989 in Goiânia (Estádio Serra Dourada) \| \| Zuschauer: 3.000 \| \| Schiedsrichter: Jesús Díaz ( Kolumbien) \| | \| 6. Juli 1989 in Goiânia (Estádio Serra Dourada) \| \| Zuschauer: 3.000 \| \| Schiedsrichter: Jesús Díaz ( Kolumbien) \| | Bolivien |
| Ecuador                                         | Carlos Morales – Jimmy Izquierdo, Wilson Macías, Hólger Quiñónez, Claudio Alcívar 61. – Álex Aguinaga, Kléber Fajardo, Julio Rosero, Hamilton Cuvi – Byron Tenorio 76., Raúl Avilés Reserve Hermen Benítez 61., Pietro Marsetti 76. Cheftrainer: Dušan Drašković ( Jugoslawien) | Marco Barrero – Carlos Borja, Ricardo Fontana, Eligio Martínez, Miguel Rimba – Carlos Arias, José Melgar, Eduardo Villegas, Ramiro Castillo – Álvaro Peña 77., Arturo García 68. Reserve Erwin Sánchez 68., Fernando Salinas 77. Cheftrainer: Jorge Habbeger ( Argentinien) | Bolivien |
| 6. Juli 1989 in Goiânia (Estádio Serra Dourada) | | |          |
| Zuschauer: 3.000                                | | |          |
| Schiedsrichter: Jesús Díaz ( Kolumbien)         | | |          |

#### Uruguay – Chile 3:0 (1:0)
| Uruguay                                         | Uruguay | Chile | Chile |
| ----------------------------------------------- | --- | --- | ----- |
| Uruguay                                         | \| 6. Juli 1989 in Goiânia (Estádio Serra Dourada) \| \| Zuschauer: 3.000 \| \| Schiedsrichter: José Ramírez ( Peru) \| | \| 6. Juli 1989 in Goiânia (Estádio Serra Dourada) \| \| Zuschauer: 3.000 \| \| Schiedsrichter: José Ramírez ( Peru) \| | Chile |
| Uruguay                                         | Javier Zeoli – José Herrera, Nelson Gutiérrez, Hugo de León, Alfonso Domínguez – Santiago Ostolaza, José Perdomo, Rubén Paz 65., Rubén Sosa – Antonio Alzamendi, Enzo Francescoli 79. Reserve Gabi Correa 65., Carlos Aguilera 79. Cheftrainer: Óscar Tabárez ( Uruguay) | Roberto Rojas – Patricio Reyes, Hugo González, Leonel Contreras, Héctor Puebla – Alejandro Hisis, Juvenal Olmos, Jaime Pizarro, Juan Covarrubias – Juan Letelier 70., Osvaldo Hurtado Reserve Jaime Vera 70. Cheftrainer: Orlando Aravena ( Chile) | Chile |
| Uruguay                                         | 1:0 Sosa (44.) 2:0 Alzamendi (73.) 3:0 Francescoli (78.) | | Chile |
| Uruguay                                         | Contreras (26.) | | Chile |
| 6. Juli 1989 in Goiânia (Estádio Serra Dourada) | | |       |
| Zuschauer: 3.000                                | | |       |
| Schiedsrichter: José Ramírez ( Peru)            | | |       |

#### Chile – Bolivien 5:0 (2:0)
| Chile                                             | Chile | Bolivien | Bolivien |
| ------------------------------------------------- | --- | --- | -------- |
| Chile                                             | \| 8. Juli 1989 in Goiânia (Estádio Serra Dourada) \| \| Zuschauer: 3.000 \| \| Schiedsrichter: Arnaldo Cézar Coelho ( Brasilien) \| | \| 8. Juli 1989 in Goiânia (Estádio Serra Dourada) \| \| Zuschauer: 3.000 \| \| Schiedsrichter: Arnaldo Cézar Coelho ( Brasilien) \|                                                                              | Bolivien |
| Chile                                             | Roberto Rojas 46. – Patricio Reyes, Hugo González, Fernando Astengo, Héctor Puebla – Alejandro Hisis, Juvenal Olmos, Jaime Pizarro, Juan Covarrubias – Jaime Ramírez, Osvaldo Hurtado 60. Reserve Marco Cornez 46., Jaime Vera 60. Cheftrainer: Orlando Aravena ( Chile) | Marco Barrero – Carlos Borja, Ricardo Fontana, Eligio Martínez, Miguel Rimba – Carlos Arias, José Melgar, Eduardo Villegas, Erwin Sánchez – Álvaro Peña, Roly Paniagua Cheftrainer: Jorge Habbeger ( Argentinien) | Bolivien |
| Chile                                             | 1:0 Olmos (9.) 2:0 Ramírez (10.) 3:0 Astengo (55.) 4:0 Pizarro (68., Elfmeter) 5:0 Reyes (85.) | | Bolivien |
| 8. Juli 1989 in Goiânia (Estádio Serra Dourada)   | | |          |
| Zuschauer: 3.000                                  | | |          |
| Schiedsrichter: Arnaldo Cézar Coelho ( Brasilien) | | |          |

#### Argentinien – Uruguay 1:0 (0:0)
| Argentinien                                     | Argentinien | Uruguay | Uruguay |
| ----------------------------------------------- | --- | --- | ------- |
| Argentinien                                     | \| 8. Juli 1989 in Goiânia (Estádio Serra Dourada) \| \| Zuschauer: 18.000 \| \| Schiedsrichter: Jesús Díaz ( Kolumbien) \| | \| 8. Juli 1989 in Goiânia (Estádio Serra Dourada) \| \| Zuschauer: 18.000 \| \| Schiedsrichter: Jesús Díaz ( Kolumbien) \| | Uruguay |
| Argentinien                                     | Nery Pumpido – Néstor Clausen, José Brown, Oscar Ruggeri, Roberto Sensini – José Basualdo, Sergio Batista, Pedro Troglio, Jorge Burruchaga 54. – Gabriel Calderón 80., Diego Maradona Reserve Claudio Caniggia 54., José Cuciuffo 80. Cheftrainer: Carlos Bilardo ( Argentinien) | Javier Zeoli – José Herrera, Nelson Gutiérrez, Hugo de León, Alfonso Domínguez – Santiago Ostolaza 72., José Perdomo, Rubén Paz 72. – Rubén Sosa, Antonio Alzamendi, Enzo Francescoli Reserve Pablo Bengoechea 72., Carlos Aguilera 72. Cheftrainer: Óscar Tabárez ( Uruguay) | Uruguay |
| Argentinien                                     | 1:0 Caniggia (69.) | | Uruguay |
| Argentinien                                     | Ruggeri (69.) | | Uruguay |
| 8. Juli 1989 in Goiânia (Estádio Serra Dourada) | | |         |
| Zuschauer: 18.000                               | | |         |
| Schiedsrichter: Jesús Díaz ( Kolumbien)         | | |         |

#### Chile – Ecuador 2:1 (1:0)
| Chile                                            | Chile | Ecuador | Ecuador |
| ------------------------------------------------ | --- | --- | ------- |
| Chile                                            | \| 10. Juli 1989 in Goiânia (Estádio Serra Dourada) \| \| Zuschauer: 2.000 \| \| Schiedsrichter: Carlos Maciel ( Paraguay) \| | \| 10. Juli 1989 in Goiânia (Estádio Serra Dourada) \| \| Zuschauer: 2.000 \| \| Schiedsrichter: Carlos Maciel ( Paraguay) \| | Ecuador |
| Chile                                            | Marco Cornez – Patricio Reyes, Hugo González, Fernando Astengo, Héctor Puebla – Alejandro Hisis, Juvenal Olmos 62., Jaime Pizarro, Osvaldo Hurtado 72. – Jaime Ramírez, Juan Letelier Reserve Jaime Vera 62., Juan Covarrubias 72. Cheftrainer: Orlando Aravena ( Chile) | Carlos Morales – Jimmy Izquierdo, Wilson Macías, Hólger Quiñónez, Luis Capurro – Álex Aguinaga, Julio Rosero, Kléber Fajardo 45., Hamilton Cuvi – Byron Tenorio 59., Raúl Avilés Reserve Jimmy Montanero 46., Hermen Benítez 59. Cheftrainer: Dušan Drašković ( Jugoslawien) | Ecuador |
| Chile                                            | 1:0 Olmos (44.) 2:0 Letelier (88.) | 2:1 Avilés (89.) | Ecuador |
| 10. Juli 1989 in Goiânia (Estádio Serra Dourada) | | |         |
| Zuschauer: 2.000                                 | | |         |
| Schiedsrichter: Carlos Maciel ( Paraguay)        | | |         |

#### Argentinien – Bolivien 0:0
| Argentinien                                      | Argentinien | Bolivien | Bolivien |
| ------------------------------------------------ | --- | --- | -------- |
| Argentinien                                      | \| 10. Juli 1989 in Goiânia (Estádio Serra Dourada) \| \| Zuschauer: 5.000 \| \| Schiedsrichter: Nelson Rodríguez ( Venezuela) \| | \| 10. Juli 1989 in Goiânia (Estádio Serra Dourada) \| \| Zuschauer: 5.000 \| \| Schiedsrichter: Nelson Rodríguez ( Venezuela) \|                                                                                  | Bolivien |
| Argentinien                                      | Nery Pumpido – José Brown, Pedro Monzón, José Cuciuffo, Roberto Sensini 64. – Hernán Díaz, Héctor Enrique, Néstor Gorosito, Diego Maradona – Claudio Caniggia 54., Alfaro Moreno Reserve Pedro Troglio 54., José Basualdo 64. Cheftrainer: Carlos Bilardo ( Argentinien) | Luis Galarza – Adrián Roca, Ricardo Fontana, Eligio Martínez, Marciano Saldías – José Melgar, Carlos Borja, Carlos Arias, Francisco Takeo – José Peña, Marco Etcheverry Cheftrainer: Jorge Habbeger ( Argentinien) | Bolivien |
| 10. Juli 1989 in Goiânia (Estádio Serra Dourada) | | |          |
| Zuschauer: 5.000                                 | | |          |
| Schiedsrichter: Nelson Rodríguez ( Venezuela)    | | |          |

## Finalrunde

### Uruguay – Paraguay 3:0 (1:0)
| Uruguay                                            | Uruguay | Paraguay | Paraguay |
| -------------------------------------------------- | --- | --- | -------- |
| Uruguay                                            | \| 12. Juli 1989 in Rio de Janeiro (Maracanã) \| \| Zuschauer: 60.000 \| \| Schiedsrichter: Juan Carlos Loustau ( Argentinien) \| | \| 12. Juli 1989 in Rio de Janeiro (Maracanã) \| \| Zuschauer: 60.000 \| \| Schiedsrichter: Juan Carlos Loustau ( Argentinien) \| | Paraguay |
| Uruguay                                            | Javier Zeoli – José Herrera, Nelson Gutiérrez, Hugo de León, Alfonso Domínguez – José Perdomo, Santiago Ostolaza, Rubén Paz, Enzo Francescoli 70. – Antonio Alzamendi, Rubén Sosa Reserve Gabi Correa 70. Cheftrainer: Óscar Tabárez ( Uruguay) | Roberto Fernández – Luis Caballero, César Zabala, Rogelio Delgado, Justo Jacquet – Julio Franco 68., Jorge Guasch, Adolfino Cañete 76., Gustavo Neffa – Buenaventura Ferreira, Alfredo Mendoza Reserve Eumelio Palacios 68., Ramón Escobar 76. Cheftrainer: Eduardo Luján Manera ( Argentinien) | Paraguay |
| Uruguay                                            | 1:0 Francéscoli (28.) 2:0 Alzamendi (82.) 3:0 Paz (89.) | | Paraguay |
| 12. Juli 1989 in Rio de Janeiro (Maracanã)         | | |          |
| Zuschauer: 60.000                                  | | |          |
| Schiedsrichter: Juan Carlos Loustau ( Argentinien) | | |          |

### Brasilien – Argentinien 2:0 (0:0)
| Brasilien                                         | Brasilien | Argentinien | Argentinien |
| ------------------------------------------------- | --- | --- | ----------- |
| Brasilien                                         | \| 12. Juli 1989 in Rio de Janeiro (Maracanã) \| \| Zuschauer: 110.000 \| \| Schiedsrichter: Juan Daniel Cardellino ( Uruguay) \|                                                                                | \| 12. Juli 1989 in Rio de Janeiro (Maracanã) \| \| Zuschauer: 110.000 \| \| Schiedsrichter: Juan Daniel Cardellino ( Uruguay) \| | Argentinien |
| Brasilien                                         | Cláudio Taffarel – Aldair, Mauro Galvão, Ricardo Gomes, Branco – Mazinho, Dunga, Paulo Silas 75., Valdo – Bebeto, Romário 75. Reserve Alemão 75., Renato Gaúcho 75. Cheftrainer: Sebastião Lazaroni ( Brasilien) | Nery Pumpido – Néstor Clausen, José Brown, Oscar Ruggeri, Roberto Sensini – José Basualdo, Sergio Batista, Pedro Troglio, Jorge Burruchaga 55. – Gabriel Calderón 58., Diego Maradona Reserve Claudio Caniggia 55., Ricardo Giusti 58. Cheftrainer: Carlos Bilardo ( Argentinien) | Argentinien |
| Brasilien                                         | 1:0 Bebeto (48.) 2:0 Romário (55.) | | Argentinien |
| 12. Juli 1989 in Rio de Janeiro (Maracanã)        | | |             |
| Zuschauer: 110.000                                | | |             |
| Schiedsrichter: Juan Daniel Cardellino ( Uruguay) | | |             |

### Uruguay – Argentinien 2:0 (1:0)
| Uruguay                                           | Uruguay | Argentinien | Argentinien |
| ------------------------------------------------- | --- | --- | ----------- |
| Uruguay                                           | \| 14. Juli 1989 in Rio de Janeiro (Maracanã) \| \| Zuschauer: 45.000 \| \| Schiedsrichter: Arnaldo Cézar Coelho ( Brasilien) \| | \| 14. Juli 1989 in Rio de Janeiro (Maracanã) \| \| Zuschauer: 45.000 \| \| Schiedsrichter: Arnaldo Cézar Coelho ( Brasilien) \| | Argentinien |
| Uruguay                                           | Javier Zeoli – José Herrera, Nelson Gutiérrez, Hugo de León, Alfonso Domínguez – Santiago Ostolaza, José Perdomo 46., Rubén Paz 77., Rubén Sosa – Antonio Alzamendi, Enzo Francescoli Reserve Gabi Correa 46., Rubén Pereira 77. Cheftrainer: Óscar Tabárez ( Uruguay) | Nery Pumpido – Néstor Clausen, Oscar Ruggeri, José Cuciuffo 46., Roberto Sensini – José Basualdo, Sergio Batista, Pedro Troglio, Jorge Burruchaga 54. – Gabriel Calderón, Diego Maradona Reserve Abel Balbo 46., Néstor Gorosito 54. Cheftrainer: Carlos Bilardo ( Argentinien) | Argentinien |
| Uruguay                                           | 1:0 Sosa (38.) 2:0 Sosa (81.) | | Argentinien |
| Uruguay                                           | Ruggeri (64.) | | Argentinien |
| 14. Juli 1989 in Rio de Janeiro (Maracanã)        | | |             |
| Zuschauer: 45.000                                 | | |             |
| Schiedsrichter: Arnaldo Cézar Coelho ( Brasilien) | | |             |

### Brasilien – Paraguay 3:0 (1:0)
| Brasilien                                  | Brasilien | Paraguay | Paraguay |
| ------------------------------------------ | --- | --- | -------- |
| Brasilien                                  | \| 14. Juli 1989 in Rio de Janeiro (Maracanã) \| \| Zuschauer: 65.500 \| \| Schiedsrichter: Elías Jácome ( Ecuador) \|                                                                                           | \| 14. Juli 1989 in Rio de Janeiro (Maracanã) \| \| Zuschauer: 65.500 \| \| Schiedsrichter: Elías Jácome ( Ecuador) \| | Paraguay |
| Brasilien                                  | Cláudio Taffarel – Aldair, Mauro Galvão, Ricardo Gomes, Branco – Mazinho, Dunga, Paulo Silas, Valdo 73. – Bebeto, Romário 73. Reserve Alemão 73., Renato Gaúcho 73. Cheftrainer: Sebastião Lazaroni ( Brasilien) | Roberto Fernández – Juan Torales, César Zabala, Rogelio Delgado, Justo Jacquet – Julio Franco, Jorge Guasch, Adolfino Cañete 46., Buenaventura Ferreira – Eumelio Palacios, Gustavo Neffa Reserve Vidal Sanabria 46. Cheftrainer: Eduardo Luján Manera ( Argentinien) | Paraguay |
| Brasilien                                  | 1:0 Bebeto (16.) 2:0 Bebeto (52.) 3:0 Romário (58.) | | Paraguay |
| 14. Juli 1989 in Rio de Janeiro (Maracanã) | | |          |
| Zuschauer: 65.500                          | | |          |
| Schiedsrichter: Elías Jácome ( Ecuador)    | | |          |

### Argentinien – Paraguay 0:0
| Argentinien                                | Argentinien | Paraguay | Paraguay |
| ------------------------------------------ | --- | --- | -------- |
| Argentinien                                | \| 16. Juli 1989 in Rio de Janeiro (Maracanã) \| \| Zuschauer: 90.000 \| \| Schiedsrichter: Jesús Díaz ( Kolumbien) \| | \| 16. Juli 1989 in Rio de Janeiro (Maracanã) \| \| Zuschauer: 90.000 \| \| Schiedsrichter: Jesús Díaz ( Kolumbien) \| | Paraguay |
| Argentinien                                | Nery Pumpido – Néstor Clausen 63., Roberto Sensini, Pedro Monzón, Hernán Díaz – Ricardo Giusti, José Basualdo, Jorge Burruchaga, Pedro Troglio – Gabriel Calderón 46., Abel Balbo Reserve Alfaro Moreno 46., Néstor Gorosito 63. Cheftrainer: Carlos Bilardo ( Argentinien) | Roberto Fernández – Juan Torales, César Zabala, Rogelio Delgado, Virginio Cáceres – Julio Franco, Jorge Guasch, Vidal Sanabria, Gustavo Neffa 59. – Eumelio Palacios, Alfredo Mendoza 86. Reserve Ramón Escobar 59., Félix Román 86. Cheftrainer: Eduardo Luján Manera ( Argentinien) | Paraguay |
| 16. Juli 1989 in Rio de Janeiro (Maracanã) | | |          |
| Zuschauer: 90.000                          | | |          |
| Schiedsrichter: Jesús Díaz ( Kolumbien)    | | |          |

### Brasilien – Uruguay 1:0 (0:0)
| Brasilien                                  | Brasilien | Uruguay | Uruguay |
| ------------------------------------------ | --- | --- | ------- |
| Brasilien                                  | \| 16. Juli 1989 in Rio de Janeiro (Maracanã) \| \| Zuschauer: 170.000 \| \| Schiedsrichter: Hernán Silva ( Chile) \|                                                                                      | \| 16. Juli 1989 in Rio de Janeiro (Maracanã) \| \| Zuschauer: 170.000 \| \| Schiedsrichter: Hernán Silva ( Chile) \| | Uruguay |
| Brasilien                                  | Cláudio Taffarel – Aldair, Ricardo Gomes, Mauro Galvão, Branco – Mazinho, Dunga, Paulo Silas 85., Valdo 86. – Bebeto, Romário Reserve Alemão 85., Josimar 86. Cheftrainer: Sebastião Lazaroni ( Brasilien) | Javier Zeoli – José Herrera, Nelson Gutiérrez, Hugo de León, Alfonso Domínguez – Santiago Ostolaza 69., José Perdomo, Rubén Paz 69., Enzo Francescoli – Antonio Alzamendi, Rubén Sosa Reserve Gabi Correa 69., Rubén da Silva 69. Cheftrainer: Óscar Tabárez ( Uruguay) | Uruguay |
| Brasilien                                  | 1:0 Romário (49.) | | Uruguay |
| 16. Juli 1989 in Rio de Janeiro (Maracanã) | | |         |
| Zuschauer: 170.000                         | | |         |
| Schiedsrichter: Hernán Silva ( Chile)      | | |         |